# Amphipoea burrowsi
Amphipoea burrowsi là một loài bướm đêm trong họ Noctuidae.